# Högby, Mjölby kommun
Högby är kyrkbyn i Högby socken i Mjölby kommun i Östergötlands län. Den är belägen tre kilometer norr om Mjölby.
I orten ligger Högby kyrka.